# ICQ
ICQ（アイシーキュー）は、1996年11月15日にイスラエルのMirabilis社により開発されたインスタントメッセンジャー（以下IM）である。このICQという名称は、"I seek you"のフレーズに由来する。2024年6月26日をもってサービスを終了。

## 概要
IMの草分け的存在であり、後発のソフトウェアにシェアを奪われながらも2024年までサービスが続いていた。
Mirabilis社は1998年にAOLに買収され、2010年にはロシアのDigital Sky Technologies(en:Digital Sky Technologies)（現：Mail.Ruグループ）に売却された。
多彩な機能と優れたユーザインタフェースが支持を受け、約4年で登録ユーザー数が1億人を越え、全盛期には世界中で1千万人以上のユーザが利用していた。
一時スパム行為が蔓延したため、フィルタ機能が充実している。相手のコンピュータとP2Pでファイル転送が可能なことも当時としては画期的な特徴であった。サービス終了の年までアップデート、また新規OSへの対応が続けられていた。
複数の言語に対応しているものの、インタフェースは基本的に英語表示（AndroidとiOSでは日本語表示されている）であったが、そのままでも日本語メッセージを送受信できた（バージョンによっては文字化けが発生する）。かつては非公式配布による日本語化パッチも存在し、一時的ながら公式に日本語版のあるバージョンが配布された事もあった。また、互換クライアントも多数開発されていた。
AOLに買収された際に、AIMとプロトコルが共通化され(OSCARプロトコル)、ICQとAIM、iChat間で相互通信が可能であった（現在のバージョンでは不可能）。
バージョン7では、Facebookチャットへの対応、Facebookの閲覧、投稿、Twitterへの投稿など、ソーシャル・ネットワーキング・サービスとの連携が強化された。バージョン7.6ではGoogle トークやGoogle+ユーザーとのチャットにも対応した。バージョン8ではTwitterの閲覧、投稿はできなくなったが、Jabber(XMPP)とMail.ru Agent(ru:Mail.Ru Агент)に対応し、統合メッセンジャーとも言えるほどだったが、2016年に出たバージョン10ではこれらの機能は削除された（2016年以降、バージョン8以前を使ってもソーシャルネットワークとの連携機能は使えない）。
2020年にはそれらの機能を一新させたICQ Newを公開している。
WEB ICQ（https://web.icq.com/）（旧名：ICQ2go）という公式サービスを使用する事で、Web上からの利用も可能。
2024年6月26日をもってサービスを終了することが発表され、サービスが終了した。

### プロトコル互換ソフト
- Miranda IM
- Pidgin